# Pternistis harwoodi
Il francolino di Harwood (Pternistis harwoodi (Blundell e Lovat, 1899)) è un uccello galliforme della famiglia dei Fasianidi endemico dell'Etiopia centrale.

## Descrizione

### Dimensioni
Misura circa 35 cm di lunghezza.

### Aspetto
Il ramo superiore del becco è nero, ad eccezione della punta e della base, che sono rosse. Il ramo inferiore è completamente rosso. L'iride è marrone. La zona di pelle nuda intorno agli occhi è rossa e molto ampia. Anche le zampe sono rosse. I due sessi sono identici, ma il maschio è munito di due speroni, mentre la femmina ne ha uno solo o ne è del tutto priva.
Nel maschio adulto, il cappuccio è di colore marrone scuro, la fronte e il sopracciglio sono nerastri, le copritrici auricolari grigie. La testa e i lati del collo sono biancastri con sottili striature scure. Il collo e il petto presentano una colorazione camoscio con numerosi segni neri a forma di «U» che si estendono fino ai fianchi e al ventre. L'addome presenta una netta tinta camoscio. Le parti superiori sono grigio-brunastre con vaghe vermicolature e indistinte barre camoscio. Le remiganti sono grigio-brunastre con abbondanti vermicolature camoscio. Nella femmina, il piumaggio è quasi del tutto identico, ma le parti inferiori sono in gran parte di colore bruno-camoscio e i motivi che ornano il ventre sono più a forma di «V» che di «U» come nel maschio.
I giovani assomigliano alle femmine, ma le loro parti superiori sono meno chiaramente barrate. I giovani maschi hanno parti inferiori di aspetto intermedio tra quelle dei loro due genitori.
Il francolino di Harwood viene talvolta confuso con quello di Clapperton. Tuttavia, quest'ultimo ha la gola e il sopracciglio biancastri, il becco meno rosso e delle macchie, piuttosto che delle squame, sulle parti inferiori. La parte inferiore del ventre è inoltre più bianca, meno camoscio. Il francolino di Harwood presenta anche alcune affinità con il francolino di Erckel, che vive nella stessa regione.

### Voce
Il richiamo di avvertimento è un kuree duro, stridulo e ripetuto più volte. Può trasformarsi anche in una doppia nota, kureea-kuree, e, in questo caso, non si discosta molto dal richiamo del francolino di Clapperton. Il suo repertorio è senza dubbio più ampio, ma ad oggi non sono state registrate altre vocalizzazioni.

## Biologia
Non si sa molto delle abitudini dei francolini di Harwood. Di solito vanno in cerca di cibo in ogni tipo di fitta vegetazione che costeggia i fiumi incassati, ma effettuano volentieri delle incursioni nei terreni agricoli limitrofi nelle prime ore del mattino. Non appena si avventurano fuori dal loro habitat tradizionale, questi uccelli si mostrano molto cauti. Infatti, se si sentono minacciati, si alzano in volo e ritornano precipitosamente verso le zone ricoperte da tife. I francolini di Harwood si riposano nello strato inferiore degli alberi, rimanendo nascosti al di sotto del livello del canneto. Questi galliformi vengono localizzati soprattutto grazie ai richiami striduli che emettono al mattino dai loro posatoi.

### Alimentazione
Come tutti i francolini, anche quello di Harwood ha una dieta mista: si nutre infatti sia di insetti che di sostanze vegetali e semi.

### Riproduzione
Riguardo alle abitudini riproduttive non abbiamo praticamente nessuna informazione. L'osservazione dei giovani, tuttavia, permette di determinare la data della deposizione delle uova, che ha luogo probabilmente in dicembre.

## Distribuzione e habitat
Il francolino di Harwood è endemico dell'Etiopia centrale, a sud del lago Tana. Il suo areale copre un numero molto limitato di siti lungo una striscia di 160 chilometri percorsa dal Nilo Azzurro e dai suoi affluenti. Comunque, recenti segnalazioni provenienti da zone che si trovano a sud e ad est dell'areale conosciuto suggeriscono che questo potrebbe non essere così ristretto come si pensava.
Il più delle volte i francolini di Harwood vivono nelle zone ricoperte da tife (Typha) che costeggiano i corsi d'acqua in fondo alle gole. Queste ultime si alternano spesso a qualche raro albero. Recenti osservazioni hanno dimostrato che anche le boscaglie spinose vengono elette a loro dimora. Inoltre, questi uccelli sono stati osservati ultimamente in luoghi abbastanza lontani da quelli dove erano soliti vivere, vale a dire in aree coltivate abbandonate o mal tenute, così come in boschetti radi all'interno di zone montuose.

## Conservazione
Anche se fino a poco tempo fa era considerata «vulnerabile» (Vulnerable), oggi la specie è considerata «prossima alla minaccia» (Near Threatened). In effetti, a quanto pare, essa non è così rara come si pensava e negli anni '90 è stata scoperta in molti luoghi dove non ci si aspettava di trovarla. Tuttavia, il suo areale estremamente ridotto la espone a numerosi pericoli, soprattutto la caccia e la presenza dell'uomo.